# Семенівка (Вигоницький район)
Семенівка (рос. Семёновка) — селище в Вигоницькому районі Брянської області Російської Федерації.
Населення становить 21 особу. Входить до складу муніципального утворення Орменське сільське поселення.

## Історія
Від 2005 року входить до складу муніципального утворення Орменське сільське поселення.

## Населення
| 2010 | 2013 |
| ---- | ---- |
| 24   | ↘21  |